# Czescy posłowie do Parlamentu Europejskiego 2004–2009
Czescy posłowie VI kadencji do Parlamentu Europejskiego zostali wybrani w wyborach przeprowadzonych 11 i 12 czerwca 2004.

## Lista posłów
Wybrani z listy Obywatelskiej Partii Demokratycznej (ODS)
- Milan Cabrnoch
- Petr Duchoň
- Hynek Fajmon
- Miroslav Ouzký
- Nina Škottová
- Ivo Strejček
- Oldřich Vlasák
- Jan Zahradil
- Jaroslav Zvěřina

Wybrani z listy Komunistycznej Partii Czech i Moraw (KSČM)
- Věra Flasarová
- Jaromír Kohlíček
- Jiří Maštálka
- Miloslav Ransdorf
- Vladimír Remek
- Daniel Strož

Wybrani z listy SNK Europejscy Demokraci
- Jana Hybášková
- Tomáš Zatloukal
- Josef Zieleniec

Wybrani z listy Unii Chrześcijańskiej i Demokratycznej – Czechosłowackiej Partii Ludowej (KDU-ČSL)
- Jan Březina
- Zuzana Roithová

Wybrani z listy Czeskiej Partii Socjaldemokratycznej (ČSSD)
- Richard Falbr
- Libor Rouček

Wybrani z listy Niezależni
- Jana Bobošíková
- Vladimír Železný